# Holopterina sedula
Holopterina sedula är en tvåvingeart som beskrevs av Borgmeier 1960. Holopterina sedula ingår i släktet Holopterina och familjen puckelflugor.
Artens utbredningsområde är Panama. Inga underarter finns listade i Catalogue of Life.